# Pseudoschmidtiinae
Sous-famille
Les Pseudoschmidtiinae sont une sous-famille d'insectes orthoptères de la famille des Euschmidtiidae.

## Distribution
Les espèces de cette sous-famille se rencontrent en Afrique subsaharienne.

## Liste des genres
- tribu Apteropeoedini Descamps, 1964
  - genre Ambatomastax Descamps & Wintrebert, 1965
  - genre Apteropeoedes Bolívar, 1903
  - genre Mastaleptea Descamps, 1971
  - genre Tetefortina Descamps, 1964
- tribu Carcinomastacini Descamps, 1964
  - genre Acanthomastax Descamps, 1964
  - genre Carcinomastax Rehn & Rehn, 1945
  - genre Sauromastax Descamps, 1964
  - genre Teratomastax Descamps, 1964
- tribu Cryptomastacini Descamps, 1971
  - genre Cryptomastax Descamps, 1971
  - genre Dichromastax Descamps, 1971
  - genre Scleromastax Descamps, 1971
- tribu Dendromastacini Descamps, 1971
  - genre Acridomastax Descamps, 1971
  - genre Dactulomastax Descamps, 1971
  - genre Dendromastax Descamps & Wintrebert, 1965
- tribu Lavanonini Descamps, 1971
  - genre Kratopodia Descamps, 1964
  - genre Lavanonia Descamps, 1964
  - genre Namontia Descamps, 1964
- tribu Lobomastacini Descamps, 1971
  - genre Chromomastax Descamps, 1964
  - genre Lobomastax Descamps, 1964
  - genre Microlobia Descamps, 1964
  - genre Wintrebertina Descamps, 1971
- tribu Micromastacini Descamps, 1971
  - genre Micromastax Descamps, 1964
- tribu Parasymbellini Descamps, 1971
  - genre Parasymbellia Descamps, 1964
- tribu Penichrotini Descamps, 1964
  - genre Amatonga Rehn & Rehn, 1945
  - genre Harpemastax Descamps, 1964
  - genre Penichrotes Karsch, 1889
  - genre Pseudamatonga Descamps, 1971
  - genre Raphimastax Descamps, 1971
  - genre Rhinomastax Descamps, 1971
  - genre Xenomastax Descamps, 1964
  - genre Xenoschmidtia Descamps, 1973
- tribu Pseudoschmidtiini Descamps, 1964
  - genre Amalomastax Rehn & Rehn, 1945
  - genre Eudirshia Roy, 1961
  - genre Malagamastax Descamps, 1964
  - genre Peoedes Karsch, 1889
  - genre Pseudoschmidtia Rehn & Rehn, 1945
- tribu Sphaerophallini Descamps, 1971
  - genre Descampsiella Özdikmen, 2008
  - genre Sphaerophallus Descamps, 1964
- tribu Symbellini Descamps, 1971
  - genre Isalomastax Descamps & Wintrebert, 1965
  - genre Symbellia Burr, 1899
  - genre Tapiamastax Descamps & Wintrebert, 1965
  - genre Wintrebertella Descamps, 1964
- tribu Wintrebertini Descamps, 1971
  - genre Elutronuxia Descamps, 1964
  - genre Exophtalmomastax Descamps, 1964
  - genre Parawintrebertia Descamps & Wintrebert, 1965
  - genre Wintrebertia Descamps, 1964
- tribu indéterminée
  - genre Macromastax Karsch, 1889
  - genre Maroantsetraia Descamps, 1964
  - genre Pauromastax Descamps, 1974
  - genre Platymastax Descamps, 1964
  - genre Trichoschmidtia Descamps, 1974